# 知識日

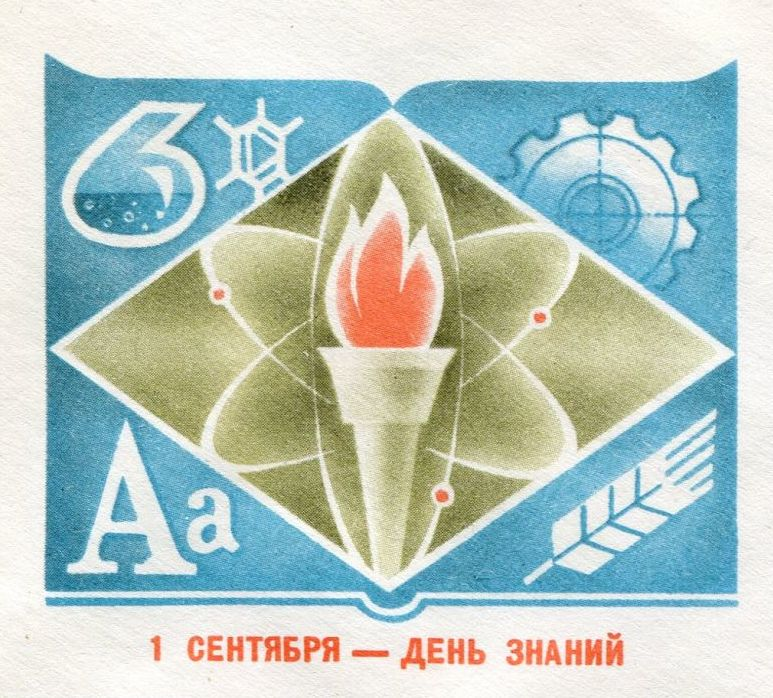
1986年蘇聯為知識日發行的郵票信封上的標誌

知識日（羅馬化：Den' znaniy），通常為9月1日，是俄羅斯和許多其他前蘇聯加盟共和國以及其他前東歐集團國家（不包括羅馬尼亞，該國的知識日為9月11日；前東德以協調方式有所不同；亞塞拜然和保加利亞為9月15日）和以色列傳統上的開學日。

## 描述

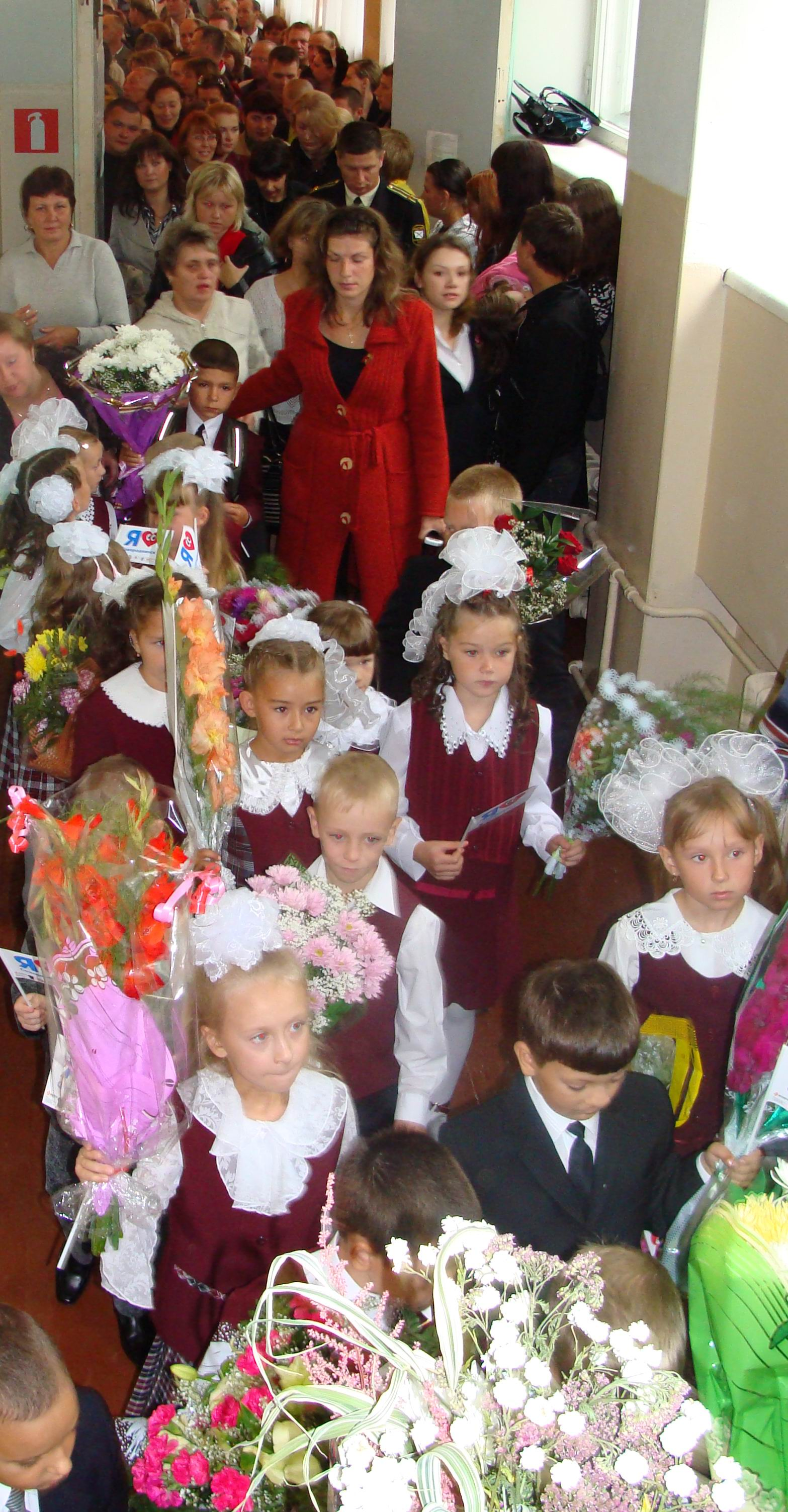
俄羅斯典型的知識日

知識日起源於蘇聯，1984年6月15日蘇聯最高蘇維埃主席團頒布法令，將該日定為知識日。克拉斯諾達爾學校校長、榮譽教師布留霍韋茨基·費奧多爾·費奧多羅維奇（Bryukhovetsky Fedor Fedorovich）在批准新節日的過程中扮演了重要角色。根據俄羅斯常用的氣象定義，這一天標誌著夏天的結束和秋天的開始。對於一年級的新生來說，這一天他們來到學校並參加慶祝集會，也會響起「第一響鐘」（Первый Звонок）。其他年級的學生可能在9月1日或幾天後開始學習，通常沒有任何特別的慶祝活動。
在以色列，9月1日是知識日。由於前蘇聯家庭移民到以色列，因此就這樣紀念。

## 重大事件

### 别斯兰人质危机
2004年9月1日，俄羅斯別斯蘭第一學校的學生被車臣恐怖武裝組織里亞杜斯-薩利欣劫為人質。圍攻別斯蘭學校的行動持續了三天，最後以慘敗收場，俄羅斯安全部門衝入校舍，造成333名人質死亡，其中186名是兒童。俄羅斯當局對圍困事件的處理失當，對俄羅斯國家造成了重大的政治影響。